# Cançons d'amor i droga
Cançons d'amor i droga (Canciones de amor y droga) es el octavo álbum lanzado al mercado por el cantautor catalán Albert Pla.
El trabajo se trató de un doble CD con 19 canciones interpretadas en catalán y 12 en castellano publicado en 2005 por la multinacional discográfica BMG. 
El álbum puede considerarse un homenaje póstumo al poeta y pintor Pepe Sales, que antes de morir dejó escritas medio centenar de canciones que permanecieron inéditas hasta que Pla rescató aproximadamente 30 a las que con la ayuda de Quimi Portet, Lulú Martorell y la pinchadiscos Judit Farrés puso música para la realización del disco.

## Lista de canciones

### Volumen 1
1. Alexandre el Gran - 1:20
2. El Bosc - 2:50
3. Virgo Vamp - 2:00
4. Pintada de Nit - 4:40
5. Home com Cal - 3:10
6. Joan Pere - 4:10
7. Lefa'm - 2:24
8. Meritxell - 3:30
9. Poble de Stars - 3:15
10. Cristo de les Farmàcies - 2:22
11. Nocturn - 3:06
12. Camí Blanc - 4:36
13. Era Perkins - 3:54
14. Vallclara - 5:00
15. Sicamore Tree - 0:41
16. Tres Acords Contra la Sida - 2:50
17. Gos Blus - 2:21
18. Quando Corpus Morietur - 4:10
19. Moro, Moro - 4:36

### Volumen 2
1. Un Mal Paso por Tirso - 1:05
2. Viva Espanya (con Robe Iniesta) - 3:13
3. San Cristo de las Farmacias - 2:36
4. Mi Camello - 3:02
5. Un As en la Manga - 4:34
6. Era Perkins - 3:23
7. Libre - 1:05
8. Espalda Rota - 2:22
9. Lefa - 2:27
10. Adelaida - 3:30
11. Miseria - 1:20
12. Nueva York - 4:00